# Бурграф, Юта
Ю́та Бу́рграф (Хильдесхейм, Германия 11 июля 1952 — Памплона, Испания 5 ноября 2010) — немецкий теолог-католичка, профессор Наваррского университета, автор 20 книг и соавтор более, чем 70 публикаций.

## Биография
Юта Бурграф родилась 11 июля 1952 в католической семье в Хильдесхейме, район на севере Германии. Она была второй из трёх сестёр. Сестра-первенец, на год старше Юты, была больной с рождения. Её родители были врачами.
В 1960 умерла её мать. Отец вступил в брак повторно с другой женщиной-врачом. Со второй матерью у трёх сестёр были хорошие отношения. 
Семья несколько раз меняла место жительства. После Хильдесхейма они поселились во Франкфурте, позже в Падерборне и в конце концов в Ботропе в районе Рура, где Юта получила степень бакалавра в государственном институте современных языков.
Позже, она изучала медицинскую педагогику. Закончив учебное заведение, она получила квалификацию по образовательной деятельности в специальных школах для детей-инвалидов или детей с трудностями в речи.
Юта получила докторскую степень по психопедагогике (1979), в Университетской Школе Педагогики Рейнланда (которая в то время ещё не была объединена с Университетом Кёльна). В своей диссертации, названной «Составные части современной программы терапевтической педагогики в работах Хильдегарды Бингенской и Хуана Луиса Вивеса, как представителей Средних веков и Возрождения», Юта обратилась к основам педагогического процесса терапии. Пять лет спустя она получила докторскую степень по теологии (богословию) в Университете Наварры (1984) получая экстраординарную Премию за свою диссертацию: «Введение в идеи Св. Альберта Великого», выполненную под руководством преподавателя Антонио Аранда.
Вслед за защитой диссертации по теологии, Юта возвращается в Германию, где становится членом (1984—1994) директивного органа воспитательной ассоциации Fördergemeinschaft für Schulen in freier Trägerschaft, посвящённого развитию школ.
В 1989 она переезжает жить в Керкраде в Нидерланды, где получает место ординарного преподавателя, на полную ставку, на Кафедре Антропологии в Академическом Международном Институте (1989-96).
В 1996 она поселяется окончательно в Памплоне, где она — ассоциированный преподаватель догматической теологии и экуменической теологии на факультете теологии Университета Наварры (1996—1999). И начиная с 1999 и до своей смерти — ассоциированный преподаватель догматической теологии и экуменической теологии на факультете теологии Университета Наварры. Там она проводит исследования в различных теологических разделах: теология творения, экуменическая теология и феминистская теология.
Линии её исследований можно сгруппировать в двух блоках:
1. Теологическое обоснование женской тематики. В той, чему придают особое значение три поля: Феминизм и феминистская теология; Женщина в семье, в обществе и в Церкви; и в конце концов, Святая Тереза Авильская и духовная теология XVI века.
2. Специфические вопросы систематической теологии, составляющей пять вопросов: природа и метод теологии; теология Создания и Антропологии; экуменическая теология; призвание и миссия мирян; и экклезиология Ганса Урса фон Бальтасара.

## Награды
30 октября 1987, она участвовала как эксперт в VII Ординарном Синоде Епископов, проведённом в Риме, на тему «Апостольское Увещевание Christi fideles laici для призвания и миссии мирян в Церкви и в мире» написанное Папой Иоанном Павлом II.
В 1996 она была назначена членом-корреспондентом Папской международной академии мариологии (PAMI).
Кроме того, была членом Научного Совета Internationaler Mariologischer Arbeitskreis Kevelaer (IMAK Kevelaer); co-издатель немецкого журнала Mariologisches, и директор коллекции «Антропология» издательства Promesa (Сан-Хосе, Коста-Рика).

## Монографии
- Abba, Vater. Als Kinder Gottes leben nach der Lehre des seligen Josemaría Escrivá, Köln, Adamas, 1999, 1ª, 127 pp. (En colaboración con Fernando Ocáriz) ISBN 3925746765
- Cartas a David: acerca de la homosexualidad[8], Madrid, Palabra, 2000, 1ª, 78 pp. ISBN 8482394827
- Defender la vida (y otros escritos), Madrid, Rialp, 2015, 1ª, 75 pp.
- Elemente eines modernen heilpädagogischen Konzepts in den Werken Hildegards von Bingen und Juan Luis Vives als Repräsentanten des Mittelalters und der Renaissance", Pädagogische Hochschule Rheinland, Köln 1979 (pro manuscrito)
- Libertad vivida con la fuerza de la fe, Madrid, Rialp, 2006[9], 1ª, 212 pp.
- El poder de la confianza. El Beato Josemaría Escrivá de Balaguer y las mujeres, San José de Costa Rica, Promesa, 2001, 1ª, 57 pp. (2004, 2ª)
- La razón de nuestra alegría, San José de Costa Rica, Promesa, 2001, 1ª, 103 pp.
- Teresa von Avila. Humanität und Glaubensleben, F. Schöningh, Paderborn-München-Wien-Zürich, 1996, 510 pp.
- La transmisión de la fe en la sociedad postmoderna y otros escritos, Pamplona, Eunsa, 2015, 1ª, 309 pp.
- Vida cristiana en la calle, San José de Costa Rica, Promesa, 2002, 1ª, 51 pp

### Сотрудничество в монографиях и конференциях
- «El sentido de la filiación divina», en Manuel Belda Plans, José Escudero, José Luis Illanes Maestre y Paul O’Callaghan (eds.), Santidad y mundo: actas del simposio teológico de estudio en torno a las enseñanzas del beato Josemaría Escrivá, (Roma, 12-14 de octubre de 1993), Pamplona, Eunsa, 1996, pp. 109–127.
- «¿Dios es nuestra madre?», en José Luis Illanes Maestre(ed.), El Dios y Padre de Nuestro Señor Jesucristo: XX Simposio Internacional de Teología de la Universidad de Navarra(vol. XX.), Pamplona, Universidad de Navarra. Servicio de Publicaciones, 2000, pp. 135–150.
- «Dimensión espiritual de Camino», en Constantino Ánchel Balaguer (ed.), En torno a la edición crítica de Camino. Análisis y reflexiones, Madrid, Rialp, 2003, pp. 161–174.
- «Caminos de libertad: San Josemaría y su confianza en las mujeres», en Alfonso Méndiz Noguero y Juan Ángel Brage Vizoso (eds.), Un amor siempre joven: enseñanzas de San Josemaría sobre la familia, Madrid, Palabra, 2003, pp. 179–193.
- «Secularidad. Reflexión sobre el alcance de una palabra», en José Luis Illanes Maestre (ed.), El cristiano en el mundo: En el Centenario del nacimiento del Beato Josemaría Escrivá (1902—2002): XXIII Simposio Internacional de Teología de la Universidad de Navarra (vol. XXIII), Pamplona, Universidad de Navarra. Servicio de Publicaciones, 2003, pp. 239–255.
- «La misión del cristiano y el misterio de unidad según las enseñanzas del Beato Josemaría Escrivá», en Paul O’Callaghan (ed.), Figli di Dio nella Chiesa (vol. V/1), Roma, Edizioni Università della Santa Croce, 2004, pp. 213–227.

### Статьи научных журналов
- «Dignità e ruolo della donna nella chiesa e nella società», Annales Theologici, vol. I, núms. 1-2 (1987), pp. 39–50.
- «Dimensión espiritual de Camino, a la luz de la edición crítico-histórica», Scripta Theologica[10], vol. XXXIV, núm. 3 (2002), pp. 919–928.
- «La misión del cristiano y el misterio de unidad», Pensamiento y cultura: revista del Instituto de Humanidades, número especial (2002), pp. 81–91.
- «Per un femminismo cristiano: Riflessioni sulla Lettera apostolica „Mulieris dignitatem“», Romana: bollettino della Prelatura della Santa Croce e Opus Dei, vol. IV, núm. 7 (1988), pp. 348—359.
- «Secularidad. Reflexión sobre el alcance de una palabra», Scripta Theologica[10], vol. XXXIV, núm. 3 (2002), pp. 877–894.